# Psephenus usingeri
Psephenus usingeri is een keversoort uit de familie keikevers (Psephenidae). De wetenschappelijke naam van de soort werd in 1934 gepubliceerd door Howard Everest Hinton.